# Lijst van voetbalinterlands Egypte - Marokko
Deze lijst van voetbalinterlands is een overzicht van alle officiële voetbalwedstrijden tussen de nationale teams van Egypte en Marokko. De Noord-Afrikaanse landen hebben tot op heden 30 keer tegen elkaar gespeeld. De eerste ontmoeting was een wedstrijd tijdens de Pan Arabische Spelen 1961 op 10 september 1961 in Casablanca. Het laatste duel, een kwartfinale tijdens de Afrika Cup 2021, werd gespeeld op 30 januari 2022 in Yaoundé (Kameroen).

## Wedstrijden
| №  | Plaats         | Datum             | Competitie                              | Wedstrijd                               | Uitslag |
| -- | -------------- | ----------------- | --------------------------------------- | --------------------------------------- | ------- |
| 1  | Casablanca     | 10 september 1961 | Pan Arabische Spelen 1961               | Marokko − Verenigde Arabische Republiek | 2 − 2   |
| 2  | Casablanca     | 14 maart 1971     | Afrika Cup 1972 kwalificatie            | Marokko − Verenigde Arabische Republiek | 3 − 0   |
| 3  | Caïro          | 21 maart 1971     | Afrika Cup 1972 kwalificatie            | Verenigde Arabische Republiek − Marokko | 3 − 2   |
| 4  | İzmir          | 8 oktober 1971    | Middellandse Zeespelen 1971             | Verenigde Arabische Republiek − Marokko | 0 − 1   |
| 5  | ?              | 28 september 1974 | Vriendschappelijk                       | Egypte − Marokko                        | 2 − 4   |
| 6  | Addis Abeba    | 9 maart 1976      | Afrika Cup 1976                         | Marokko − Egypte                        | 2 − 1   |
| 7  | Split          | 23 september 1979 | Middellandse Zeespelen 1979             | Egypte − Marokko                        | 0 − 0   |
| 8  | Lagos          | 21 maart 1980     | Afrika Cup 1980                         | Marokko − Egypte                        | 2 − 0   |
| 9  | Casablanca     | 26 april 1981     | WK 1982 kwalificatie                    | Marokko − Egypte                        | 1 − 0   |
| 10 | Caïro          | 8 mei 1981        | WK 1982 kwalificatie                    | Egypte − Marokko                        | 0 − 0   |
| 11 | Casablanca     | 15 september 1983 | Middellandse Zeespelen 1983             | Marokko − Egypte                        | 2 − 1   |
| 12 | Caïro          | 12 juli 1985      | WK 1986 kwalificatie                    | Egypte − Marokko                        | 0 − 0   |
| 13 | Casablanca     | 28 juli 1985      | WK 1986 kwalificatie                    | Marokko − Egypte                        | 2 − 0   |
| 14 | Caïro          | 17 maart 1986     | Afrika Cup 1986                         | Egypte − Marokko                        | 1 − 0   |
| 15 | Casablanca     | 6 december 1998   | Vriendschappelijk                       | Marokko − Egypte                        | 0 − 0   |
| 16 | Casablanca     | 8 november 1992   | Afrika Cup 1994 kwalificatie            | Marokko − Egypte                        | 0 − 0   |
| 17 | Caïro          | 11 juli 1993      | Afrika Cup 1994 kwalificatie            | Egypte − Marokko                        | 1 − 1   |
| 18 | Sharjah        | 2 februari 1994   | Vriendschappelijk                       | Marokko − Egypte                        | 1 − 1   |
| 19 | Marrakesh      | 18 mei 1995       | Vriendschappelijk                       | Marokko − Egypte                        | 0 − 0   |
| 20 | Dubai          | 20 maart 1996     | Vriendschappelijk                       | Egypte − Marokko                        | 0 − 2   |
| 21 | Caïro          | 6 oktober 1996    | Afrika Cup 1998 kwalificatie            | Egypte − Marokko                        | 1 − 1   |
| 22 | Rabat          | 21 juni 1997      | Afrika Cup 1998 kwalificatie            | Marokko − Egypte                        | 1 − 0   |
| 23 | Bobo-Dioulasso | 17 februari 1998  | Afrika Cup 1998                         | Egypte − Marokko                        | 0 − 1   |
| 24 | Caïro          | 28 januari 2001   | WK 2002 kwalificatie                    | Egypte − Marokko                        | 0 − 0   |
| 25 | Rabat          | 30 juni 2001      | WK 2002 kwalificatie                    | Marokko − Egypte                        | 1 − 0   |
| 26 | Caïro          | 24 januari 2006   | Afrika Cup 2006                         | Egypte − Marokko                        | 0 − 0   |
| 27 | Port-Gentil    | 29 januari 2017   | Afrika Cup 2017                         | Egypte − Marokko                        | 1 − 0   |
| 28 | Alexandrië     | 13 augustus 2017  | Afr. Championship of Nations 2018 kwal. | Egypte − Marokko                        | 1 − 1   |
| 29 | Rabat          | 18 augustus 2017  | Afr. Championship of Nations 2018 kwal. | Marokko − Egypte                        | 3 − 1   |
| 30 | Yaoundé        | 30 januari 2022   | Afrika Cup 2021                         | Egypte − Marokko                        | 2 − 1   |

## Samenvatting
| Competitie                                   | Totaal gespeeld | Winst Egypte | Gelijk | Winst Marokko | Doelsaldo Egypte – Marokko |
| -------------------------------------------- | --------------- | ------------ | ------ | ------------- | -------------------------- |
| WK-kwalificatie                              | 6               | 0            | 3      | 3             | 0 − 4                      |
| Afrika Cup                                   | 7               | 3            | 1      | 3             | 5 − 6                      |
| Afrika Cup-kwalificatie                      | 6               | 1            | 3      | 2             | 5 − 8                      |
| African Championship of Nations-kwalificatie | 2               | 0            | 1      | 1             | 2 − 4                      |
| Pan Arabische Spelen                         | 1               | 0            | 1      | 0             | 2 − 2                      |
| Middellandse Zeespelen                       | 3               | 0            | 1      | 2             | 1 − 3                      |
| Vriendschappelijk                            | 5               | 0            | 3      | 2             | 3 − 7                      |
| Totaal                                       | 30              | 4            | 13     | 13            | 18 − 34                    |

Wedstrijden bepaald door strafschoppen worden, in lijn met de FIFA, als een gelijkspel gerekend.
EFA · A-internationals · Selecties · Bondscoaches · Egyptisch vrouwenelftal · Olympisch elftal · Egypte U21 · Egypte U20 · Egypte U19 · Egypte U18 · Egypte U17
1920 – 1929 · 
1930 – 1939 · 
1940 – 1949 · 
1950 – 1959 · 
1960 – 1969 · 
1970 – 1979 · 
1980 – 1989 · 
1990 – 1999 · 
2000 – 2009 · 
2010 – 2019 ·
2020 − 2029
WK 1934 · 
WK 1990 · 
WK 2018
OS 1924 · 
OS 1928 · 
OS 1936 · 
OS 1948 · 
OS 1952 · 
OS 1960 · 
OS 1964 · 
OS 1968 · 
OS 1992 · 
OS 2012 · 
OS 2020
1920 · 
1921–1923 · 
1924 · 
1925–1927 · 
1928 · 
1929–1931 · 
1932 · 
1933 · 
1934 · 
1935 · 
1936 · 
1937–1947 · 
1948 · 
1949 · 
1950 · 
1952 · 
1952 · 
1953 · 
1954 · 
1955 · 
1956 · 
1957 · 
1958 · 
1959 · 
1960 · 
1961 · 
1962 · 
1963 · 
1964 · 
1965 · 
1966 · 
1967 · 
1968 · 
1969 · 
1970 · 
1971 · 
1972 · 
1973 · 
1974 · 
1975 · 
1976 · 
1977 · 
1978 · 
1979 · 
1980 · 
1981 · 
1982 · 
1983 · 
1984 · 
1985 · 
1986 · 
1987 · 
1988 · 
1989 · 
1990 · 
1991 · 
1992 · 
1993 · 
1994 · 
1995 · 
1996 · 
1997 · 
1998 · 
1999 · 
2000 · 
2001 · 
2002 · 
2003 · 
2004 · 
2005 · 
2006 · 
2007 · 
2008 · 
2009 · 
2010 · 
2011 · 
2012 ·
2013 ·
2014 ·
2015 ·
2016 ·
2017 ·
2018 ·
2019 ·
2020 ·
2021 ·
2022 ·
2023 ·
2024
Algerije ·
Angola ·
Argentinië ·
Australië ·
Bahrein ·
België ·
Benin ·
Bolivia ·
Bosnië en Herzegovina ·
Botswana ·
Brazilië ·
Bulgarije ·
Burkina Faso ·
Burundi ·
Canada ·
Centraal-Afrikaanse Republiek ·
Chili ·
China ·
Colombia ·
Comoren ·
Congo-Brazzaville ·
Congo-Kinshasa ·
DDR ·
Denemarken ·
Djibouti ·
Duitsland ·
Engeland ·
Equatoriaal-Guinea ·
Estland ·
Ethiopië ·
Finland ·
Frankrijk ·
Gabon ·
Georgië ·
Ghana ·
Griekenland ·
Guinee ·
Guinee-Bissau ·
Hongarije ·
Ierland ·
Indonesië ·
Irak ·
Iran ·
Italië ·
Ivoorkust ·
Jamaica ·
Japan ·
Jemen ·
Joegoslavië ·
Jordanië ·
Kaapverdië ·
Kameroen ·
Kenia ·
Koeweit ·
Kroatië ·
Libanon ·
Liberia ·
Libië ·
Litouwen ·
Luxemburg ·
Madagaskar ·
Malawi ·
Mali ·
Malta ·
Marokko ·
Mauritanië ·
Mauritius ·
Mexico ·
Mozambique ·
Namibië ·
Nederland ·
Nieuw-Zeeland ·
Niger ·
Nigeria ·
Noord-Korea ·
Noord-Macedonië ·
Noorwegen ·
Oeganda ·
Oman ·
Oostenrijk ·
Palestina ·
Polen ·
Portugal ·
Qatar ·
Roemenië ·
Rusland ·
Rwanda ·
Saoedi-Arabië ·
Schotland ·
Senegal ·
Sierra Leone ·
Slowakije ·
Soedan ·
Somalië ·
Spanje ·
Swaziland ·
Syrië ·
Tanzania ·
Thailand ·
Togo ·
Trinidad en Tobago ·
Tsjaad ·
Tsjecho-Slowakije ·
Tunesië ·
Turkije ·
Uruguay ·
Verenigde Arabische Emiraten ·
Verenigde Staten ·
Wit-Rusland ·
Zambia ·
Zimbabwe ·
Zuid-Afrika ·
Zuid-Jemen ·
Zuid-Korea ·
Zuid-Soedan ·
Zweden ·
Zwitserland
Kameroen (2017) ·
Rusland (2018) ·
Saoedi-Arabië (2018) ·
Uruguay (2018)
FRMF · A-internationals · Bondscoaches · Marokkaans vrouwenelftal · Olympisch elftal · Lokaal · Marokko U23 · Marokko U21 · Marokko U20 · Marokko U19 · Marokko U18 · Marokko U17
1950 – 1959 ·
1960 – 1969 ·
1970 – 1979 ·
1980 – 1989 ·
1990 – 1999 ·
2000 – 2009 ·
2010 – 2019 ·
2020 − 2029
WK 1970 ·
WK 1986 ·
WK 1994 ·
WK 1998 ·
WK 2018 ·
WK 2022
OS 1964 ·
OS 1972 ·
OS 1984 ·
OS 1992 ·
OS 2000 ·
OS 2004 ·
OS 2012
1944 · 
1957 · 
1958 · 
1959 · 
1960 · 
1961 · 
1962 · 
1963 · 
1964 · 
1965 · 
1966 · 
1967 · 
1968 · 
1969 · 
1970 · 
1971 · 
1972 · 
1973 · 
1974 · 
1975 · 
1976 · 
1977 · 
1978 · 
1979 · 
1980 · 
1981 · 
1982 · 
1983 · 
1984 · 
1985 · 
1986 · 
1987 · 
1988 · 
1989 · 
1990 · 
1991 · 
1992 · 
1993 · 
1994 · 
1995 · 
1996 · 
1997 · 
1998 · 
1999 · 
2000 · 
2001 · 
2002 · 
2003 · 
2004 · 
2005 · 
2006 · 
2007 · 
2008 · 
2009 · 
2010 · 
2011 · 
2012 · 
2013 · 
2014 ·
2015 ·
2016 ·
2017 ·
2018 ·
2019 ·
2020 ·
2021 ·
2022 ·
2023 ·
2024
Albanië ·
Algerije ·
Angola ·
Argentinië ·
Armenië ·
Australië ·
Bahrein ·
België ·
Benin ·
Botswana ·
Brazilië ·
Bulgarije ·
Burkina Faso ·
Burundi ·
Canada ·
Centraal-Afrikaanse Republiek ·
Chili ·
China ·
Colombia ·
Comoren ·
Congo-Brazzaville ·
Congo-Kinshasa ·
Costa Rica ·
DDR ·
Denemarken ·
Duitsland ·
Egypte ·
Engeland ·
Equatoriaal-Guinea ·
Estland ·
Ethiopië ·
Finland ·
Frankrijk ·
Gabon ·
Gambia ·
Georgië ·
Ghana ·
Griekenland ·
Guinee ·
Guinee-Bissau ·
Hongkong ·
Ierland ·
India ·
Indonesië ·
Irak ·
Iran ·
Italië ·
Ivoorkust ·
Jamaica ·
Jemen ·
Joegoslavië ·
Jordanië ·
Kaapverdië ·
Kameroen ·
Kenia ·
Koeweit ·
Kroatië ·
Lesotho ·
Libanon ·
Liberia ·
Libië ·
Luxemburg ·
Malawi ·
Maleisië ·
Mali ·
Mauritanië ·
Mexico ·
Mozambique ·
Myanmar ·
Namibië ·
Nederland ·
Nieuw-Zeeland ·
Niger ·
Nigeria ·
Noord-Ierland ·
Noorwegen ·
Oeganda ·
Oekraïne ·
Oezbekistan ·
Oman ·
Palestina ·
Paraguay ·
Peru ·
Polen ·
Portugal ·
Qatar ·
Roemenië ·
Rusland ·
Rwanda ·
Saoedi-Arabië ·
Sao Tomé en Principe ·
Schotland ·
Senegal ·
Servië ·
Sierra Leone ·
Slowakije ·
Soedan ·
Somalië ·
Sovjet-Unie ·
Spanje ·
Syrië ·
Tanzania ·
Thailand ·
Togo ·
Trinidad en Tobago ·
Tsjechië ·
Tunesië ·
Uruguay ·
Verenigde Arabische Emiraten ·
Verenigde Staten ·
Zambia ·
Zimbabwe ·
Zuid-Afrika ·
Zuid-Jemen ·
Zuid-Korea ·
Zwitserland
België (2022) · 
Frankrijk (2022) ·
Iran (2018) · 
Kroatië (2022, 1) ·
Kroatië (2022, 2) ·
Portugal (2018) · 
Portugal (2022) ·
Spanje (2018) ·
Spanje (2022)